# 周子
周子（?—?），战国后期齐国人。
前260年（周赧王五十五年、齐王建五年、赵孝成王六年、秦昭襄王四十七年、楚考烈王三年），长平之战时，齐国、楚国援救赵国。秦國計劃若兩國與趙國緊密合作便不得不退兵，但若發現各國不團結，則可以繼續攻繫趙軍。當赵军缺粮時，趙國向齐国请求援助，齐王建不肯答應。周子对齐王说：“赵国对于齐国、楚国是一道屏障，唇亡则齿寒。现在赵国如果灭亡，明日灾祸就会到齐国、楚国。救赵之事，应该如同捧漏瓦罐去浇烧焦了的铁锅，刻不容缓。况救赵属于高尚的道义；抗秦能显示威名。以道义援救亡国，显兵威击退强秦。不致力于此，反倒吝惜粮食，这样为国决策是大错！”齐王建还是不听，不久秦国击败赵军，坑杀赵军四十万。《战国策》将周子的事迹误作苏秦。